# Luis Medina Cantalejo
Luis Medina Cantalejo (Sevilha, 1 de março de 1964) é um ex-árbitro de futebol espanhol.
Destacou-se arbitrando grandes finais da Liga Espanhola e da Copa do Rei. Foi considerado o principal arbitro da Espanha.

## Copa de 2006
Na Copa do Mundo FIFA de 2006, arbitrou quatro partidas:
- Alemanha 1 - 0 Polônia
- Holanda 0 - 0 Argentina
- Itália 1 - 0 Austrália
- França 1 - 0 Brasil